# Lepidochrysops violetta
Lepidochrysops violetta is een vlinder uit de familie van de Lycaenidae. De wetenschappelijke naam van de soort is voor het eerst geldig gepubliceerd in 1945 door Pinhey.